# Jordan Gavaris

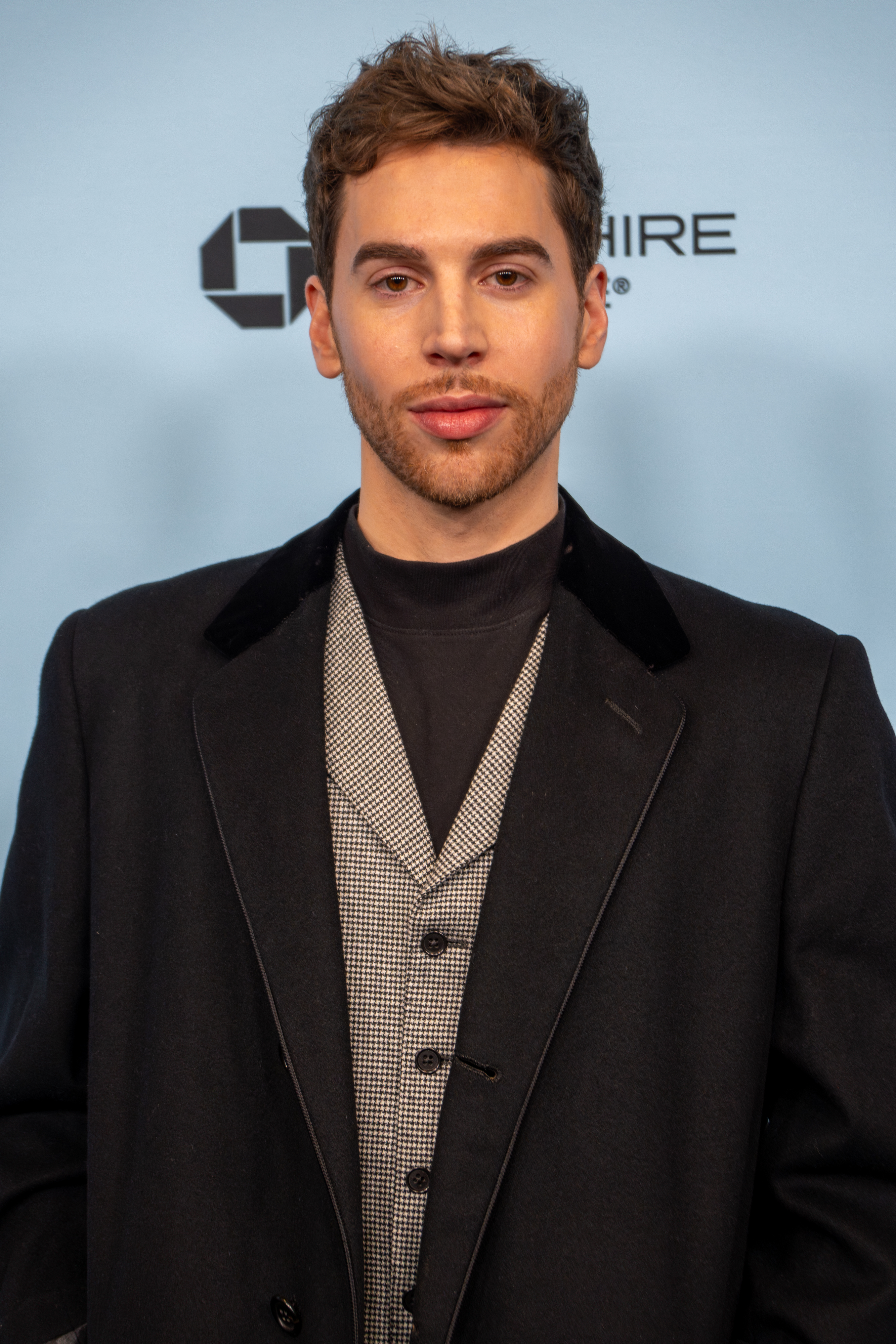
Jordan Gavaris (2025)

Jordan James Gavaris (* 25. September 1989 in Brampton, Ontario) ist ein kanadischer Schauspieler.

## Leben
Jordan Gavaris ist das jüngste von drei Kindern eines Lehrers und einer Hausfrau. Ein entfernter Verwandter von ihm ist der Regisseur Costa-Gavras. Nachdem Gavaris zwei Jahre lang ein College besucht hatte, entschied er sich, Schauspieler zu werden.
Sein Filmdebüt gab Jordan Gavaris im Jahr 2008 in 45 R.P.M. Nach einem kurzen Auftritt in der Jugendserie Degrassi: The Next Generation hatte er 2010 seine erste Hauptrolle in der kurzlebigen Fernsehserie Unnatural History des Senders Cartoon Network. Seit 2013 gehört er als Felix Dawkins neben Tatiana Maslany zur Hauptbesetzung der mehrfach ausgezeichneten Science-Fiction-Serie Orphan Black. Während seines Engagements bei Orphan Black war er auch im Film Curse of Chucky sowie in einer Folge der Serie Cracked zu sehen.
Neben einer Nominierung als Bester Nebendarsteller in einer Dramaserie bei den Canadian Screen Awards 2014 listete 2010 das kanadische Playback Magazine Jordan Gavaris unter Top Ten to Watch neben Nina Dobrev und Xavier Dolan auf. Sein langjähriger Lebensgefährte ist der Schauspieler  Devon Graye.

## Filmografie (Auswahl)
- 2008: 45 R.P.M.
- 2009: Degrassi: The Next Generation (Fernsehserie, 2 Folgen)
- 2010: Unnatural History (Fernsehserie, 13 Folgen)
- 2013: Cracked (Fernsehserie, Folge 2x03)
- 2013: Curse of Chucky
- 2013–2017: Orphan Black (Fernsehserie)
- 2018: Take Two (Fernsehserie, 5 Folgen)
- 2022–2023: The Lake: Der See (Fernsehserie)
- 2023: Orphan Black: Echoes (Fernsehserie, 2 Folgen)
- 2024:  Hacks (Fernsehserie, 3 Folgen)
- 2025: Dieser eine Augenblick (Wish You Were Here)

## Auszeichnungen und Nominierungen
Canadian Screen Award
- 2014: Gewonnen als Bester Nebendarsteller in einer Dramaserie